# Awiamotornaja (stacja metra linii Bolszej Kolcewej)
Awiamotornaja (ros. Авиамоторная) – stacja linii Bolszej Kolcewej metra moskiewskiego, znajdująca się we wschodnim okręgu administracyjnym Moskwy w rejonie Sokolinaja Gora (ros. Соколиная Гора). Otwarcie miało miejsce 27 marca 2020 roku.
Stacja trójnawowa typu płytkiego kolumnowego z peronem wyspowym położona jest na głębokości 15 metrów. Głównym wykonawcą jest firma Mosinżprojekt (ros. Мосинжпроект).
Projekt wnętrza stacji, zgodnie z nazwą, zawiera wiele nawiązań do aeronautyki. Ściany zatorowe wykończono zamontowanymi nieregularnie podłużnymi panelami w różnych odcieniach stali nierdzewnej, które mają symbolizować prędkość. Kolumny w kształcie trapezu rozszerzającego się ku stropowi przypominają skrzydła samolotu. Aluminiowe płyty umieszczone na suficie pod różnymi kątami tworzą zgeometryzowaną płaszczyznę, mającą przywodzić skojarzenia z chmurami przeciętymi przez samolot. Pasy ledowego oświetlenia na sklepieniu to nawiązanie do smugi kondensacyjnej.
Do 20 lutego 2023 roku stacja była tymczasowo eksploatowana w ramach linii Niekrasowskiej. Stacja umożliwia zewnętrzną przesiadkę na przystanek o tej samej nazwie linii Kalininskiej. Przejście podziemne łączące bezpośrednio oba obiekty ma zostać oddane do użytku w sierpniu 2023 roku.